# USS Callister: Into Infinity
A USS Callister: Into Infinity a Fekete tükör című brit sci-fi sorozat harmincharmadik epizódja, amit a sorozat showrunnere, Charlie Brooker, Bisha K. ALi, William Bridges és Bekka Bowling írtak és Toby Haynes rendezett. 2025. április 10-én mutatta be a Netflix, a hetedik évad többi részével egyszerre. Másfél órás hosszával az egyik leghosszabb rész.
Ez a sorozat első epizódja, mely egy közvetlen folytatás, a negyedik évad "USS Callister" című epizódjának történetét folytatja. Többen vissza is térnek az eredeti stábból. A cselekmény szerint a digitális klónok folyamatos veszélyben vannak a játék világában, mert oda nem illők. Mikor a létezésüket gyanítani kezdi egy újságíró, a Callister Inc. vezetője elhatározza, hogy megszabadul tőlük.

## Cselekmény
A USS Callister legénysége, amely a Callister Inc. dolgozóinak digitális klónjaiból áll, végül bejutott az Infinity játékvilágába, amely egy virtuális valóság alapú, mikrotranzakciókra épülő MMORPG. Hogy túl tudjanak élni, űrkalózoknak állnak, és csak a megtámadott játékosok kreditjei érdeklik őket. Felhasználói profil hiányában pedig könnyű célpontjai a többi játékosnak - ráadásul, velük ellentétben, ők igazából is megsérülnek, véreznek és meg is tudnak halni. A túlélésük érdekében azt találják ki, hogy mint a korábbi játékváltozatban, itt is egy másik virtuális térbe menekülnek. Ehhez azonban szükségük lenne Waltra, aki a Callister igazgatójának, James Waltonnak a klónja, ugyanis ő volt olyan információk birtokában, amelyek elvezethettek az Infinity szívébe, ahol a megoldás rejtőzik. Walt az előző rész végén önfeláldozásának hála meghalt, azonban a nyomokban megmaradt DNS-e is átkerült a játékba, ahol ennek köszönhetően újjá tudott valahol éledni.
Eközben egy újságíró érkezik a Callisterhez, és a kalózjátékosok iránt érdeklődik James Waltonnál. Elmondja neki, hogy azt gyanítja, hogy ők digitális klónok, amiket a játék fejlesztője és a cég korábbi tulajdonosa, Robert Daly illegálisan hozott létre és tett be a játékba. Nanette Cole, aki kihallgatja a beszélgetést, ajánlkozik, hogy segít elkapni a klónokat. Belépnek a játékba, ahol egyből meg is találják Waltot, akit Nan, azaz Nanette digitális klónja ugyanakkor talál meg. Mindannyian visszatérnek a USS Callister fedélzetére, és miközben beszélgetnek, James megszerez egy fegyvert és megöli Karl klónját. Nanette kirúgja őt a játékból, majd ő maga is lecsatlakozik, hogy a valódi világban vonja ezért felelősségre. Miközben vitatkoznak, elhagyja az irodát, ám ekkor váratlanul elüti egy autó, és olyan súlyos sérüléseket szenved, hogy gyakorlatilag agyhalott lesz.
Ezalatt Walt elnavigálja a USS Callistert egészen az Infinity szívéig, amely egy űrállomásra emlékeztet. Nan leszáll rá, majd kiderül számára, hogy az egész úgy néz ki, mint egy garázs - az a hely, ahol James és Robert Daly elindították a cégüket, és az egészet Daly digitális klónja tartja működésben. Mivel ő volt az Infinity mögött álló zseni, ezért James azt találta ki, hogy létrehozta Daly digitális klónját, berakta azt a játékba, és a kreativitását kihasználva folyamatosan építette és fejlesztette a játékot, még azután is, hogy a valódi Daly meghalt. A klón örömmel segít Nannek és a hajó legénységének, de felfedi előtte, hogy Nanette kómában van. Választást kínál neki két floppylemez formájában: az egyik segítségével a tudatuk egyesülhet Nanette testében, és ezzel mindketten megmenekülnek, vagy átmásolhatja a legénységet egy privát szerverre. Nan rájön, hogy az átmásolás azt jelentené, hogy egy másolata továbbra is itt maradna a játékban mint Daly szolgája, ezért követeli, hogy törölje őket innen. Daly bedühödik és megtámadja Nant.
Ezalatt James újra belép a játékba és magát Waltnak kiadva hozzáfér az űrhajó vezérléséhez, és egy óvatlan pillanatban meghívást küld valamennyi játékosnak, akit korábban kiraboltak. Ezután kijelentkezik a játékból és izgatottan figyeli, hogy mi fog történni. A USS Callister kétségbeesetten próbál védekezni a több száz dühös játékossal szemben.
Eközben Nannek sikerül végeznie Daly klónjával, amikor a fejébe dob egy kést. Ez beindít egy önmegsemmisítő mechanizmust, de Nan még idejében fel tudja használni azt a floppylemezt, amelynek segítségével kikerülhetnek a játék világából. A kórházi ágyon ébred Nanette testében, ráadásul a fejében ott van a USS Callister legénysége is, akik mindent látnak és hallanak, amit ő is, és telefonon keresztül tudnak vele kommunikálni. Ezalatt James döbbenten nézi, hogy az egész Infinity törlődik a szerverről. Hónapok múlva Jamest letartóztatják a digitális klónozásért és más simliskedésekért, Nan és a legénység pedig boldogan élnek tovább.

## Szereplők
| Szerep              | Színész           | Magyar hang            |
| ------------------- | ----------------- | ---------------------- |
| Nanette Cole / Nan  | Cristin Milioti   | Csifó Dorina           |
| James Walton / Walt | Jimmi Simpson     | Molnár Levente         |
| Karl                | Billy Magnussen   | Horváth-Töreki Gergely |
| Elena Tulaska       | Milanka Brooks    | Kis-Kovács Luca        |
| Nate Packer         | Osy Ikhile        | Pál Tamás              |
| Kabir Dudani        | Paul G. Raymond   | Csiby Gergely          |
| Robert Daly         | Jesse Plemons     | Előd Álmos             |
| Mohawk              | Gwion Glyn        | Hám Bertalan           |
| Pixie               | Iolanthe          | Lamboni Anna           |
| Kris El Masry       | Bilal Hasna       | Jéger Zsombor          |
| NIndzsa             | Ebenezer Gyau     | Lukács Dániel          |
| Űrcowboy            | Hélder Fernandes  | Karácsonyi Zoltán      |
| Dr. Garcia          | Rita Estevanovich | Fazakas Zsuzsa         |

## Készítése
Az eredeti tervek szerint a közönség és a kritika által is jól fogadott "USS Callister" című epizód egy sorozat formájában folytatódott volna, amelynek készítését 2023-ban kezdték volna meg. Terveiket keresztülhúzta a forgatókönyvírók és a színészek közös sztrájkja, emiatt pedig mindössze egyetlen film elkészítésére vállalkozhattak.
Az már nyílt titok volt, hogy a szereplők többsége visszatér majd, de Jesse Plemons szereplését titokban tartották. Michaela Coel, aki az első részben is szerepelt, egyéb elfoglaltságai miatt nem ért rá, ezért az ő karakterét képernyőn kívül kiírták.

## Forráshivatkozások
1. ↑  https://www.netflix.com/tudum/articles/black-mirror-uss-callister-into-infinity-ending-explained
2. ↑  Strause, Jackie: ‘Black Mirror’ Sequel “USS Callister: Into Infinity” Was Initially a Series. Now It May Be a Trilogy (amerikai angol nyelven). The Hollywood Reporter, 2025. április 14. (Hozzáférés: 2025. április 17.)
3. ↑  Black Mirror's USS Callister sequel features shock return – Charlie Brooker explains new approach to character | Radio Times (brit angol nyelven). www.radiotimes.com. (Hozzáférés: 2025. április 17.)
4. ↑  Why 'Black Mirror' star Michaela Coel isn't in 'USS Callister' sequel 'Into Infinity' (angol nyelven). EW.com. (Hozzáférés: 2025. április 17.)

## Fordítás
Ez a szócikk részben vagy egészben  az   USS Callister: Into Infinity című angol Wikipédia-szócikk ezen változatának fordításán alapul.  Az eredeti cikk szerkesztőit annak laptörténete sorolja fel. Ez a jelzés csupán a megfogalmazás eredetét és a szerzői jogokat jelzi, nem szolgál a cikkben szereplő információk forrásmegjelöléseként.